# Pericolpa
Pericolpa is een geslacht van neteldieren uit de familie van de Periphyllidae.

## Soorten
- Pericolpa campana (Haeckel, 1880)
- Pericolpa quadrigata Haeckel, 1880